# Libor Kovařík
Libor Kovařík (Praag, 23 februari 1976) is een Tsjechisch voormalig voetbalscheidsrechter. Hij was in dienst van FIFA en UEFA tussen 2006 en 2015. Ook leidde hij tot 2015 wedstrijden in de 1. česká fotbalová liga.
Op 27 juli 2006 floot Kovařík zijn eerste wedstrijd in de UEFA Europa League. Nistru Otaci en BATE Barysaw troffen elkaar in de eerste ronde (0–1). In dit duel deelde de Tsjechische leidsman driemaal een gele kaart uit. Zijn eerste wedstrijd in de UEFA Champions League volgde op 13 juli 2010, toen in de tweede ronde Omonia Nicosia met 3–0 won van FK Renova Čepčište. Kovařík gaf in dit duel vijf keer een gele kaart aan een speler en eenmaal trok hij een rode kaart.

## Interlands
| Datum            | Plaats                    | Wedstrijd                          | Uitslag | Competitie           | Kreeg geel | Kreeg voor de tweede keer geel en dus rood | Weggestuurd |
| ---------------- | ------------------------- | ---------------------------------- | ------- | -------------------- | ---------- | ------------------------------------------ | ----------- |
| 6 juni 2009      | Helsinki, Finland         | Finland – Liechtenstein            | 2 – 1   | WK 2010 kwalificatie | 3          | 0                                          | 0           |
| 7 september 2010 | Boedapest, Hongarije      | Hongarije – Moldavië               | 2 – 1   | EK 2012 kwalificatie | 3          | 0                                          | 0           |
| 7 oktober 2011   | Andorra la Vella, Andorra | Andorra – Ierland                  | 0 – 2   | EK 2012 kwalificatie | 3          | 0                                          | 0           |
| 11 juni 2013     | Homel, Wit-Rusland        | Wit-Rusland – Finland              | 1 – 1   | WK 2014 kwalificatie | 7          | 0                                          | 0           |
| 15 oktober 2013  | Piraeus, Griekenland      | Griekenland – Liechtenstein        | 2 – 0   | WK 2014 kwalificatie | 5          | 0                                          | 0           |
| 7 september 2014 | Serravalle, San Marino    | San Marino – Litouwen              | 0 – 2   | EK 2016 kwalificatie | 4          | 0                                          | 0           |
| 31 maart 2015    | Wenen, Oostenrijk         | Oostenrijk – Bosnië en Herzegovina | 1 – 1   | Vriendschappelijk    | 5          | 0                                          | 0           |
| 14 juni 2015     | Vaduz, Liechtenstein      | Liechtenstein – Moldavië           | 1 – 1   | EK 2016 kwalificatie | 3          | 0                                          | 0           |